# V838 وحيد القرن

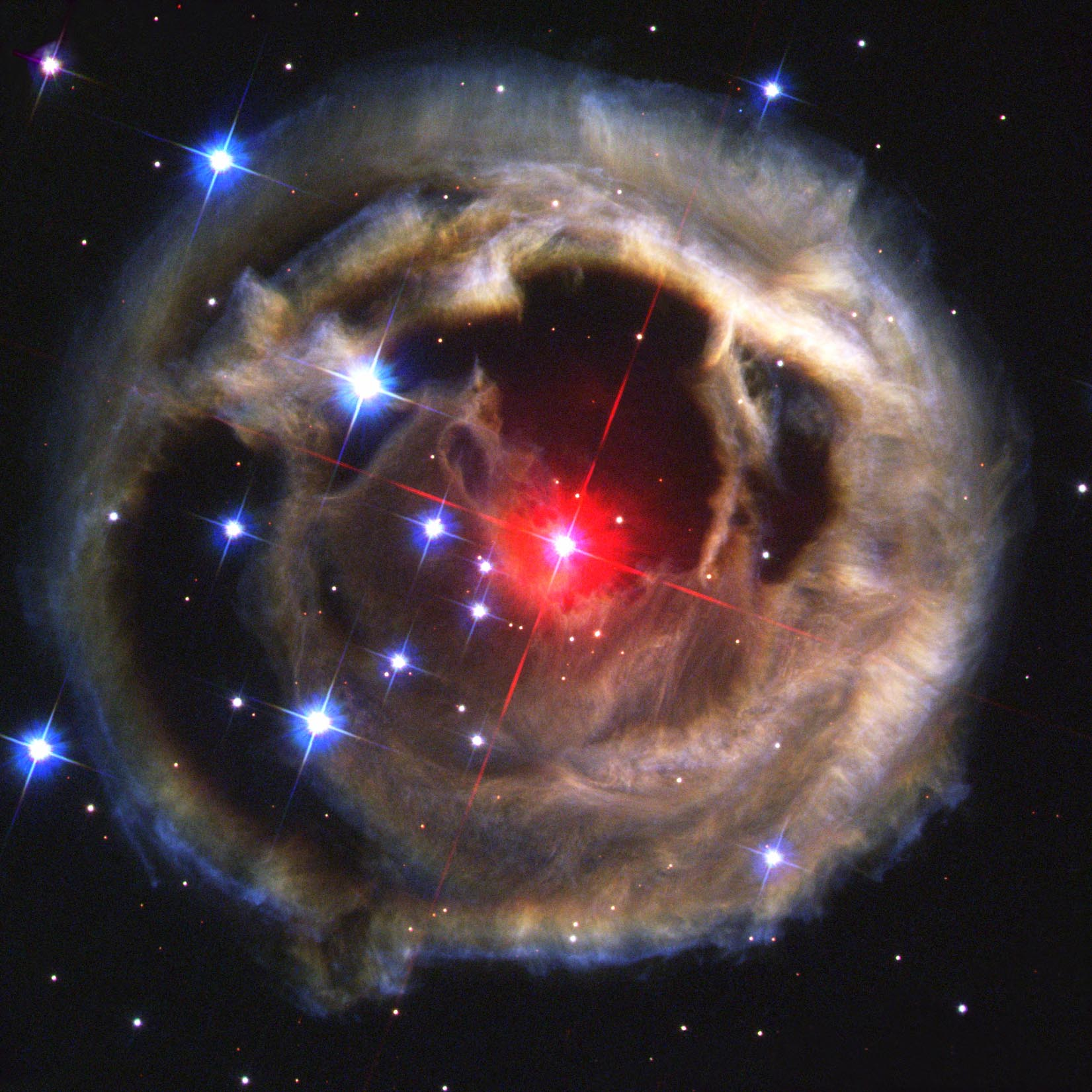
صورة تلسكوب هابل الفضائي ل «في 838 وحيد القرن» في 17 ديسمبر 2002.

في 838 وحيد القرن في الفلك (بالإنجليزية:V838 Monocerotis) هو نجم متغير أحمر يوجد في كوكبة وحيد القرن ويبعد عن الأرض نحو 20.000 سنة ضوئية أي نحو 6000 فرسخ فلكي. وينتمي هذا النجم العملاق إلى مجرتنا مجرة درب التبانة (بالمقارنة يبلغ قطر مجرة درب التبانة نحو 100.000 سنة ضوئية).

ويعتبر في 838 وحيد القرن أحد أكبر النجوم طبقا لقائمة أكبر النجوم المعروفة. وكان هذا النجم قبل أنفجاره عام 2002 غير معروفا. وقد اعتبر هذا الانفجار آنذاك أنه من نوع مستعر ثم اتضح بالبحث والتدقيق أنه مسألة مختلفة تماما، ولا يزال سبب الانفجار غير معروف بالضبط، ولكن بعض النظريات تفترض أنه انفجار متعلق بموت أحد النجوم واندماج نجم ثنائي.

## انفجاره

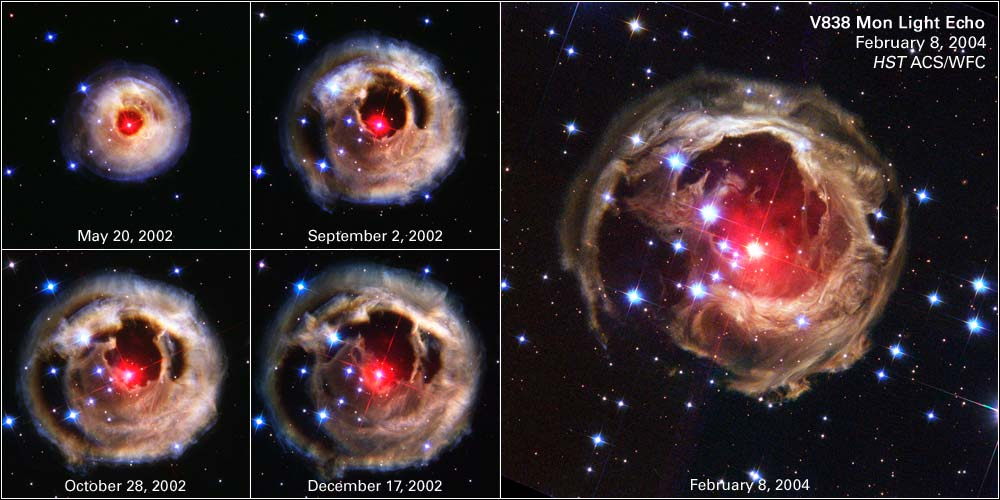
انتشار الصدى الضوئي حول النجم في 838 وحيد القرن بين عامي 2002 و2004.

اكتشف الانفجار يوم 6 يناير 2002 من العالم الفلكي إن براون عن طريق مقارنة صور التقطتها الفلكي جي بدينت يوم 1 يناير 2002 بصور من الأرشيف السابقة. أي أن الانفجار لا بد وأن يكون قد حدث يوم 1 يناير 2002.

ولم يكن الانفجار الأول واضحا كافيا بحيث اعتبر أنه انفجار من نوع مستعر.
وكان ثاني انفجار له يوم 2 فبراير 2002 اكتشفته مراصد في انسبروك بالنمسا وبعده بعدة ساعات مرصد تشيكي وفي بولندا.

ثم رصد صدى ضوؤه يوم 17 فبراير في مرصد البحرية الأمريكية واعتقد في ذلك الوقت خطئا - بسبب تمدده وانتشاره السريع - أنه يبعد نحو 700 فرسخ فلكي فقط عنا.

وقد أدى هذا الانفجار الثاني إلى تصويب تلسكوب هابل الفضائي عليه لمتابعة رصده، ونشرت تفاصيل صور تلسكوب هابل في جميع أنحاء العالم.
وخلال الانفجار زاد تألق النجم عشرة آلاف ضعف في ظرف عدة أيام قليلة، وأصبح أشد سطوعا عن جميع نجوم مجرة درب التبانة.واليوم نعرف أن النجم يبعد عن الأرض نحو 6100 فرسخ فلكي وأيدت ذلك تعيين المسافة بينه وبيننا بطريقتين مختلفتين.

قام تلسكوب هابل الفضائي بتسجيل نحو 120 صورة للحدث من 1 إلى 9 فبراير 2002، وكانت آخرهم صورة التقطها يوم 28 سبتمبر 2009 التي التقطها تلسكوب هابل باستخدام مرشح ضوئي F814 للموجات الطويلة عند بداية طيف الأشعة تحت الحمراء. واعتقد العلماء أن الانعكاسات الضوئية لهذا الانفجار قد تمتد إلى عام 2010 ويمكن تصويرها.
وبعد انفجار مستعر أعظم 1987 إيه عام 1987 فقد كان ذلك الحدث هو ثاني حدث يحدث فيه عملية مدهشة حيث تصدر أنعكاسات ضوئية على غاز وغبار محيطة بنجم وتسجلها المراصد. ولكن ظاهرة الصدى الضوئي كانت من الوسائل المستخدمة في علم الفلك منذ فترة طويلة لدراسة النجوم المتغيرة وهي ظاهرة تشاهد كثيرا.
يستطيع رصد الأشعة الراديوية القادمة من الأجرام السماوية تسجيل خطوط أول أكسيد الكربون الطيفية، وعن طريقها استطاع العلماء معرفة مصدر المادة التي تتسبب في الصدى الضوئي. واتضح أن مصدرها سحابة جزيئية تحيط بمجموعة في 838 وحيد القرن . وينتمي إلى مجموعة نجوم في 838 وحيد القرن على الأقل 3 نجوم ناشئة جديدة تتميز بفئة أطياف B3 إلى B6 بالإضافة إلى قرين في 838 وحيد القرن ذو فئة طيف B3.
ونظرا لأن السحابة الجزيئية المحيطة بتلك النجوم لم تتشتت تماما رغم سقوط الأشعة فوق البنفسجية الشديد عليها من تلك النجوم الناشئة النشيطة فقد قدر عمر السحابة وبالتالي عمر في 838 وحيد القرن بأقل من 25 مليون سنة.
.
ولم يفقد في 838 وحيد القرن من مادة خلال ذلك الانفجار بعكس ما يحدث في حالتي مستعر ومستعر أعظم وتنتشر خلالها كميات هائلة من المادة وبسرعات عظيمة، وإنما انتفخ النجم انتفاخا كبيرا وتحول إلى نجم عملاق عظيم فائق بارد، يصل قطره إلى نحو 1560 مليون كيلومتر (بالمقارنة يبلغ بعد الشمس عن الأرض 150 مليون كيلومتر).
وتشير الأرصاد التي تمت بين عامي 2004 و2006 إلى وجود نجم قرين أزرق لـ (V838)وحيد القرن.
ويبدو أن الغلاف المتمدد من في 838 وحيد القرن قد وصلت إلى هذا القرين في ديسمبر عام 2005.

ثم وصل الغلاف المتمدد في أكتوبر 2006 حدا بحيث ابتلعت هذا القرين تماما.

## وصلات خارجية
- Show 12: A Flash of Brilliance Dr. Frank Summers tells about the Mysterious Erupting Start
- Hubble Watches Light from Mysterious Erupting Star Reverberate Through Space — معهد مراصد علوم الفضاء press release STScI-2003-10 (March 26, 2003; received on 10 August 2006)
- Light Continues to Echo Three Years After Stellar Outburst — معهد مراصد علوم الفضاء press release STScI-2005-02 (February 3, 2005; received on 10 August 2006)
- The Hubble Heritage Project — more information and images (received on 10 August 2006)
- Hubble's Latest Views of Light Echo from Star V838 Monocerotis — معهد مراصد علوم الفضاء press release STScI-2006-50 (Exposure dates: November 17, 2005 and September 9, 2006. Released October 26, 2006.)
- V838 at ESA/Hubble
- Slacker Astronomy video podcast and animation of V838 Mon
- NASA Astronomy Picture of the Day for 2002-10-03. Photos taken by Lisa Crause using the 1 meter  [لغات أخرى]‏ telescope at the South African Astronomical Observatory